# Phomopsis elaeagni
Phomopsis elaeagni är en svampart som beskrevs av Sandu 1962. Phomopsis elaeagni ingår i släktet Phomopsis och familjen Diaporthaceae.   Inga underarter finns listade i Catalogue of Life.